# Halowe Mistrzostwa Świata w Lekkoatletyce 1993 – bieg na 60 m mężczyzn
Bieg na 60 m mężczyzn – jedna z konkurencji rozgrywanych podczas halowych mistrzostw świata w lekkoatletyce w 1993. Eliminacje, półfinały oraz finał odbyły się 12 marca.
Do eliminacji zgłoszonych zostało 46 zawodników z 39 państw.
Zawody w tej konkurencji wygrał reprezentant Kanady Bruny Surin. Drugą pozycję zajął zawodnik z Namibii Frankie Fredericks, trzecią zaś reprezentujący Katar Talal Mansur.

## Wyniki

### Eliminacje
Źródło: 
Bieg 1
| Miejsce | Zawodnik         | Państwo                  | Wynik | Uwagi |
| ------- | ---------------- | ------------------------ | ----- | ----- |
| 1.      | Johann Venter    | Południowa Afryka        | 6,76  | NR    |
| 2.      | Emmanuel Tuffour | Ghana                    | 6,78  |       |
| 3.      | Ibrahim Meité    | Wybrzeże Kości Słoniowej | 6,82  |       |
| 4.      | Damien Marsh     | Australia                | 6,83  |       |
| 5.      | Stephen Lewis    | Montserrat               | 6,91  | NR    |
| 6.      | Miguel Janssen   | Aruba                    | 6,97  | NR    |
| 7.      | Sergey Lopatkin  | Azerbejdżan              | 7,07  |       |
| 8.      | Moussa Savadogo  | Mali                     | 7,14  | NR    |

Bieg 2
| Miejsce | Zawodnik              | Państwo                      | Wynik | Uwagi |
| ------- | --------------------- | ---------------------------- | ----- | ----- |
| 1.      | Joel Isasi            | Kuba                         | 6,73  |       |
| 2.      | Derrick Sutherland    | Kanada                       | 6,75  |       |
| 3.      | Aleksandros Jenowelis | Grecja                       | 6,77  |       |
| 4.      | Witalij Sawin         | Kazachstan                   | 6,79  |       |
| 5.      | Ray Stewart           | Jamajka                      | 6,85  |       |
| 6.      | Shinji Aoto           | Japonia                      | 6,87  |       |
| 7.      | Valentin Ngbogo       | Republika Środkowoafrykańska | 7,29  |       |
| –       | Oumar Loum            | Senegal                      | DNS   |       |

Bieg 3
| Miejsce | Zawodnik            | Państwo   | Wynik | Uwagi |
| ------- | ------------------- | --------- | ----- | ----- |
| 1.      | Bruny Surin         | Kanada    | 6,59  |       |
| 2.      | Daniel Cojocaru     | Rumunia   | 6,72  |       |
| 3.      | Aleksandros Terzian | Grecja    | 6,73  |       |
| 4.      | Olivier Théophile   | Francja   | 6,74  |       |
| 5.      | Juan Jesús Trapero  | Hiszpania | 6,75  |       |
| 6.      | Claus Hirsbro       | Dania     | 6,93  |       |
| 7.      | Einar Þór Einarsson | Islandia  | 6,95  |       |

Bieg 4
| Miejsce | Zawodnik             | Państwo           | Wynik | Uwagi |
| ------- | -------------------- | ----------------- | ----- | ----- |
| 1.      | Talal Mansur         | Katar             | 6,61  |       |
| 2.      | Jon Drummond         | Stany Zjednoczone | 6,63  |       |
| 3.      | Kennet Kjensli       | Norwegia          | 6,73  |       |
| 4.      | Stefano Tilli        | Włochy            | 6,75  |       |
| 5.      | Boevi Menelik Lawson | Togo              | 6,91  |       |
| 6.      | Cengiz Kavaklıoğlu   | Turcja            | 6,99  |       |
| –       | Kastytis Klimas      | Litwa             | DNS   |       |
| –       | Charles-Louis Seck   | Senegal           | DNS   |       |

Bieg 5
| Miejsce | Zawodnik                | Państwo         | Wynik | Uwagi |
| ------- | ----------------------- | --------------- | ----- | ----- |
| 1.      | Jason John              | Wielka Brytania | 6,65  |       |
| 2.      | Andrés Simón            | Kuba            | 6,69  |       |
| 3.      | Sanusi Turay            | Sierra Leone    | 6,72  |       |
| 4.      | Aleksandr Porchomowskij | Rosja           | 6,73  |       |
| 5.      | Anvar Koʻchmurodov      | Uzbekistan      | 6,86  |       |
| 6.      | Driss Bensadou          | Maroko          | 6,98  |       |
| 7.      | Guillermo Saucedo       | Boliwia         | 7,27  |       |
| –       | Obinna Eregbu           | Nigeria         | DNS   |       |

Bieg 6
| Miejsce | Zawodnik           | Państwo           | Wynik | Uwagi |
| ------- | ------------------ | ----------------- | ----- | ----- |
| 1.      | Frankie Fredericks | Namibia           | 6,60  |       |
| 2.      | Dennis Mitchell    | Stany Zjednoczone | 6,68  |       |
| 3.      | Jiří Valík         | Czechy            | 6,74  |       |
| 4.      | Hisatsugu Suzuki   | Japonia           | 6,78  |       |
| 5.      | Sa'ad Marzouk      | Kuwejt            | 6,89  | NR    |
| 6.      | Donovan Powell     | Jamajka           | 7,02  |       |
| –       | Bashir Ahmed Hudib | Oman              | DNS   |       |

### Półfinały
Źródło: 
Bieg 1
| Miejsce | Zawodnik                | Państwo           | Wynik | Uwagi |
| ------- | ----------------------- | ----------------- | ----- | ----- |
| 1.      | Bruny Surin             | Kanada            | 6,50  | =     |
| 2.      | Joel Isasi              | Kuba              | 6,59  |       |
| 3.      | Jason John              | Wielka Brytania   | 6,60  |       |
| 4.      | Dennis Mitchell         | Stany Zjednoczone | 6,61  |       |
| 5.      | Aleksandr Porchomowskij | Rosja             | 6,68  |       |
| 6.      | Daniel Cojocaru         | Rumunia           | 6,72  |       |
| 7.      | Sanusi Turay            | Sierra Leone      | 6,78  |       |
| 8.      | Emmanuel Tuffour        | Ghana             | 6,79  |       |

Bieg 2
| Miejsce | Zawodnik            | Państwo           | Wynik | Uwagi |
| ------- | ------------------- | ----------------- | ----- | ----- |
| 1.      | Frankie Fredericks  | Namibia           | 6,55  |       |
| 2.      | Talal Mansur        | Katar             | 6,55  |       |
| 3.      | Jon Drummond        | Stany Zjednoczone | 6,62  |       |
| 4.      | Andrés Simón        | Kuba              | 6,65  |       |
| 5.      | Derrick Sutherland  | Kanada            | 6,71  |       |
| 6.      | Kennet Kjensli      | Norwegia          | 6,72  |       |
| 7.      | Aleksandros Terzian | Grecja            | 6,72  |       |
| 8.      | Johann Venter       | Południowa Afryka | 6,77  |       |

### Finał
Źródło: 
| Miejsce | Zawodnik           | Państwo           | Wynik | Uwagi |
| ------- | ------------------ | ----------------- | ----- | ----- |
| 01 !    | Bruny Surin        | Kanada            | 6,50  | =     |
| 02 !    | Frankie Fredericks | Namibia           | 6,51  | AR    |
| 03 !    | Talal Mansur       | Katar             | 6,57  |       |
| 4.      | Jon Drummond       | Stany Zjednoczone | 6,58  |       |
| 5.      | Joel Isasi         | Kuba              | 6,61  |       |
| 6.      | Dennis Mitchell    | Stany Zjednoczone | 6,62  |       |
| 7.      | Andrés Simón       | Kuba              | 6,63  |       |
| –       | Jason John         | Wielka Brytania   | DNF   |       |